# 昌吉市
昌吉市（しょうきつ-し、サンジ-し）は、中華人民共和国新疆ウイグル自治区昌吉回族自治州に位置する県級市。同州の州人民政府の所在地であり、同自治州の商工業の中心であるだけでなく、市内に昌吉大学を有する文化・教育の中心。人口の大部分はイスラム教徒。主な産業は畜産と製油。

## 行政区画
6街道、8鎮、1郷、1民族郷を管轄：
- 街道弁事処：寧辺路街道、延安北路街道、北京南路街道、建国路街道、中山路街道、緑洲路街道
- 鎮：硫磺溝鎮、三工鎮、楡樹溝鎮、二六工鎮、大西渠鎮、六工鎮、浜湖鎮、佃壩鎮
- 郷：廟爾溝郷
- 民族郷：アシュル・カザフ族郷（阿什里哈薩克族郷）
- 新疆昌吉国家農業科技園区管理委員会、昌吉市北部荒漠生態保護管理所、兵団共青団農場、兵団軍戸農場